# Кривина ріманових многовидів

Зліва направо: поверхні негативної, нульової і позитивної гаусової кривини.

Кривина ріманових многовидів чисельно характеризує відмінність ріманової метрики многовиду від евклідової в даній точці. У разі поверхні кривина в точці повністю описується гаусовою кривиною. У розмірностях 3 і вище кривина не може бути повністю охарактеризована одним числом в заданій точці, замість цього вона означається як тензор.

## Тензор кривини
Кривина ріманого многовиду може бути описана різними способами. Найбільш стандартним є тензор кривини, заданий через зв'язність Леві-Чивіти (або коваріантне диференціювання) {\displaystyle \nabla } і дужку Лі {\displaystyle [\cdot ,\cdot ]} за такою формулою:
{\displaystyle R(u,\;v)w=\nabla _{u}\nabla _{v}w-\nabla _{v}\nabla _{u}w-\nabla _{[u,\;v]}w.}
Тензор кривини {\displaystyle R(u,\;v)} є лінійним перетворенням дотичного простору до многовиду в обраній точці.
Якщо {\displaystyle u=\partial /\partial x_{i}} и {\displaystyle v=\partial /\partial x_{j}}, тобто вони є координатними векторами, то {\displaystyle [u,\;v]=0}, і тому формула спрощується:
{\displaystyle R(u,\;v)w=\nabla _{u}\nabla _{v}w-\nabla _{v}\nabla _{u}w,}
тобто тензор кривини вимірює некомутативність коваріантних похідних за векторах.
Лінійне перетворення {\displaystyle w\mapsto R(u,\;v)w} також називають перетворенням кривини.